# «Weird Al» Yankovic
Alfred Matthew Yankovic (Lynwood, California, 23 de octubre de 1959), más conocido como «Weird AI» Yankovic, es un humorista, cantante y músico estadounidense, conocido por sus humorísticas letras que iluminan la cultura popular y parodian canciones específicas de artistas musicales contemporáneos. Saltó a la fama en 1984 con su canción «Eat It», parodia de «Beat It», de Michael Jackson.

## Biografía
Ha parodiado a tanta gente que incluso ha llegado a aparecer en Los Simpson dándose voz a sí mismo. También actúa en los tres filmes de The Naked Gun, tuvo una actuación principal en My Little Pony: Friendship Is Magic como Cheese Sandwich y tuvo su propio espacio en la MTV, al igual que otros humoristas. Además, aparece como estrella invitada en un capítulo de Scooby-Doo and Guess Who?.
Aparece también en el videoclip del grupo punk estadounidense The Ramones de la canción «Something to Believe In», y además ha aparecido en un capítulo de How I Met Your Mother, en el cual supuestamente Ted Mosby le da, a través de una carta, la inspiración para crear su parodia de Madonna, «Like a Surgeon».
Sin embargo, existe una gran cantidad de temas musicales en el Internet que se le atribuyen a él como: «Barney's On Fire», «I Ran Over the Taco Bell Dog», «Weenie in a Bottle», «I'm a Wigga», «The Beer Song», «The Devil Went Down to Jamaica», «Elmo's Got a Gun», «Which Backstreet Boy Is Gay», «I'm Fat», «My Grandmother Is a Bitch» y «What If God Smoked Cannabis», los cuales no fueron cantados por él, como se aclara en su sitio oficial de MySpace. También hay temas en YouTube, que se le atribuyen a un tal "Weird Al" Short Cheesy que en realidad son temas cantados por Yankovic.
Yankovic se volvió vegetariano en 1992, después de que un admirador le entregara el libro Diet for a New America y sintió que «es [...] un argumento que impele a convertirte a una dieta vegetariana estricta». Cuando le preguntan cómo puede «racionalizar» actuar en eventos como Great American Rib Cook-Off siendo vegetariano, responde: «De la misma manera que racionalizo actuar en un colegio incluso cuando no voy a ser estudiante nunca más».
Fue sometido a una operación de cirugía láser correctiva que le curó de su miopía, por lo que ya no necesita usar gafas.
En octubre de 2022 se estrenó la película Weird: The Al Yankovic Story, una parodia de su propia biografía, de la que es coautor del guion, pone voz a las canciones e interpreta al productor discográfico Tony Scotti. El personaje de Al es protagonizado por Daniel Radcliffe.

## Discografía

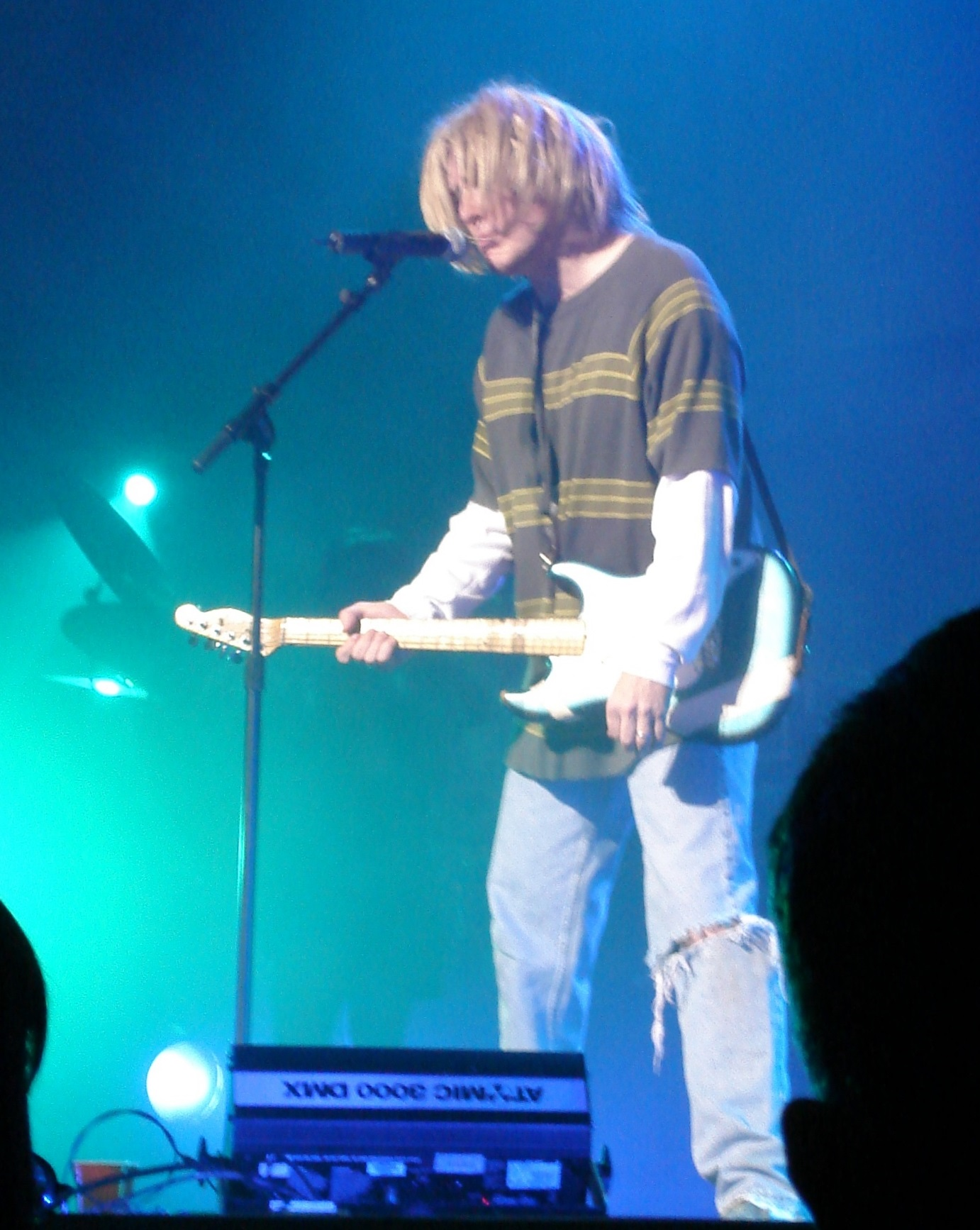
«Weird Al» Yankovic, disfrazado de Kurt Cobain en 2007, interpretando su canción «Smells Like Nirvana», parodia de «Smells Like Teen Spirit» de Nirvana.

### Álbumes
- 1983 - "Weird Al" Yankovic
- 1984 - "Weird Al" Yankovic in 3-D
- 1985 - Dare to Be Stupid
- 1986 - Polka Party!
- 1988 - Even Worse
- 1989 - UHF – Original Motion Picture Soundtrack and Other Stuff
- 1992 - Off the Deep End
- 1993 - Alapalooza
- 1996 - Bad Hair Day
- 1999 - Running with Scissors
- 2003 - Poodle Hat
- 2006 - Straight Outta Lynwood
- 2011 - Alpocalypse
- 2014 - Mandatory Fun

### Álbumes Compilatorios
- 1988 - Greatest Hits
- 1993 - The Food Album
- 1994 - Permanent Record: Al in the Box
- 1994 - Greatest Hits - Vol. II
- 1995 - The TV Album
- 2008 - The Essential "Weird Al" Yankovic

## Videografía
- 1985 - The Compleat Al
- 1989 - UHF
- 1992 - The "Weird Al" Yankovic Video Library
- 1993 - Alapalooza: The Videos
- 1993 - "Weird Al" Yankovic: The Ultimate Collection
- 1996 - Bad Hair Day: The Videos (
- 1998 - "Weird Al" Yankovic: The Videos
- 1999 - "Weird Al" Yankovic Live!
- 2003 - "Weird Al" Yankovic: The Ultimate Video Collection
- 2006 - The Weird Al Show - The Complete Series
- 2011 - "Weird Al" Yankovic Live! - The Alpocalypse Tour
- 2011 - Alpocalypse HD
- 2014 - Epic Rap Battles of History: Sir Isaac Newton vs. Bill Nye

## Otros trabajos
- Peter and the Wolf/Carnival of the Animals - Parodia al cuento de Pedro y el Lobo, con narración de Yankovic y música de Wendy Carlos.
- Pokémon 2000 - El poder de uno - Interpretó la canción «Polkamon».
- Laughter Is a Powerful Weapon - Vol. II - Incluye una versión de la canción «Happy Birthday».
- Dog Train - Interpretó junto a Kate Winslet la canción «I Need a Nap».
- «Smells Like Nirvana» - Parodia al video «Smells Like Teen Spirit» de Nirvana.
- «Eat It» - Parodia al video de Michael Jackson «Beat It».
- «Fat» - Parodia al video de Michael Jackson «Bad».
- «Snack All Night» - Parodia al video de Michael Jackson «Black or White».
- «Like a Surgeon» - Parodia al video de Madonna «Like a Virgin».
- «Perform This Way» - Parodia al video de Lady Gaga «Born This Way».
- «Canadian Idiot» - Parodia al video de Green Day «American Idiot».
- «Gordon Rock» - Parodia al video de Fatty Rock «Rocky Balboa»
- «I Love Rocky Road» - Parodia de «I Love Rock 'n' Roll», de Joan Jett & the Blackhearts.
- Transformers: Animated - Aparición y doblaje del Autobot Wreck-Gar.
- Epic Rap Battles of History (2014) - Interpretando a Sir Isaac Newton, en una batalla de rap contra Bill Nye.
- My Little Pony: La Magia de la Amistad - Aparición y doblaje de Cheese Sandwich en el episodio «Pinkie Pride».
- Samy and Dog - Parodia a la serie de Sam & Cat, interpreta a Boomer, parodia de Goomer.
- Gravity Falls Voz del mago Probabilitor en el episodio "Dungeons, Dungeons and More Dungeons"
- La ley de Milo Murphy - Voz del protagonista Milo Murphy en la serie.
- Star vs. the Forces of Evil - Voz de Prestón Cambio en el episodio 215.